# Лачински рејон
Лачински рејон (азер. Laçın rayonu, јерм. Լաչինի շրջան), једна је од 78 административно-територијалних јединица Азербејџана, који се у целости налазио под контролом самопроглашене државе Нагорно-Карабах. Округ је враћен под контролу Азербејџана након Другог рата за Нагорно-Карабах. Административни центар рејона се налази у граду Лачин. 
Лачински рејон обухвата површину од 1.840 km² и има 70.900 становника (подаци из 2011). 